# Ninel Peia
Ninel Peia (n. 7 octombrie 1969, Brastavățu, România) este un politician român, fost deputat în legislatura 2012-2016 din partea Partidului Social Democrat.
În martie 2016, Peia a fost exclus din PSD în urma susținerii afirmației că vaccinurile i-au îmbolnăvit pe copiii din Argeș.

## Partidul Neamului Românesc
Partidul Neamului Românesc (NR sau PNR) este un partid politic de extremă dreapta și naționalist din România, fondat de Ninel Peia în 2019 după ce acesta a părăsit Partidul Social Democrat. Partidul critică miliardarul american de origine maghiară George Soroș.
Tabelul de mai jos arată câteva informații despre partidul condus de Ninel Peia:
| Nume | Nume                       | Fondare          | Poziție         | Ideologie                                      | Alegerile parlamentare din 2020 | Alegerile parlamentare din 2020 | Alegerile parlamentare din 2020 | Alegerile parlamentare din 2020 | Alegerile parlamentare din 2020 | Alegerile prezidențiale din 2019 | Alegerile prezidențiale din 2019 | Alegerile prezidențiale din 2019 | Alegerile prezidențiale din 2019 | Alegerile prezidențiale din 2019 | Alegerile prezidențiale din 2019 | Note                   |
| Nume | Nume                       | Fondare          | Poziție         | Ideologie                                      | Camera Deputaților              | %                               | Senat                           | %                               | Poziție                         | Turul I                          | %                                | Poziție                          | Turul II                         | %                                | Poziție                          | Note                   |
| ---- | -------------------------- | ---------------- | --------------- | ---------------------------------------------- | ------------------------------- | ------------------------------- | ------------------------------- | ------------------------------- | ------------------------------- | -------------------------------- | -------------------------------- | -------------------------------- | -------------------------------- | -------------------------------- | -------------------------------- | ---------------------- |
|      | Partidul Neamului Românesc | 15 ianuarie 2019 | Extrema dreaptă | Naționalism românesc, Conservatorism național, | 4 / 330                         | 9.08                            | 1 / 136                         | 9.17                            | 4 (pe listele AUR)              | 30,884                           | 0.34%                            | 12                               | Nu s-a calificat                 | Nu s-a calificat                 | Nu s-a calificat                 | Desprins din: PSD, AUR |